# Mattia Bonetti
 (mars 2023).
Pour les articles homonymes, voir Bonetti.

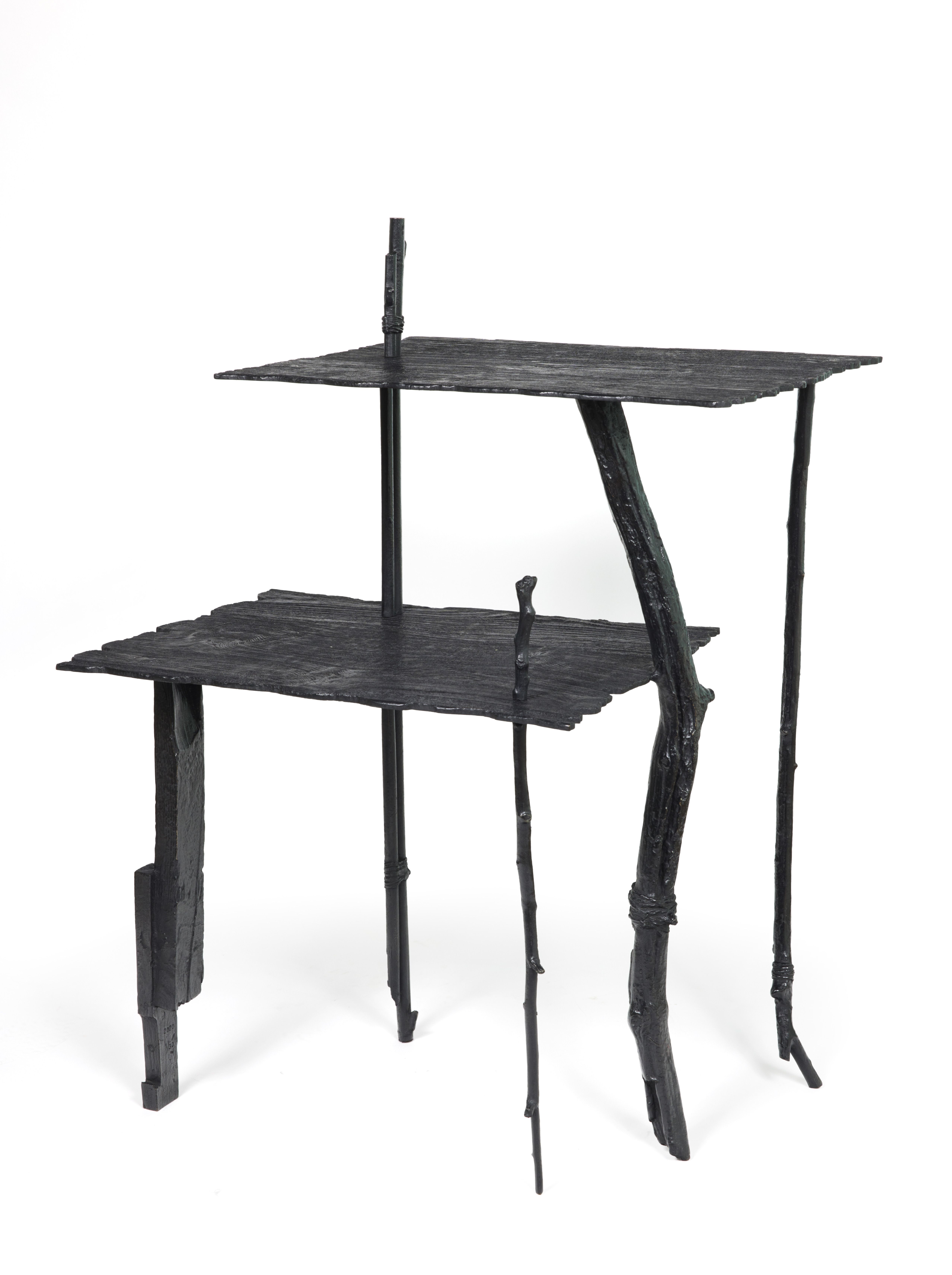
Guéridon Boy Scout.

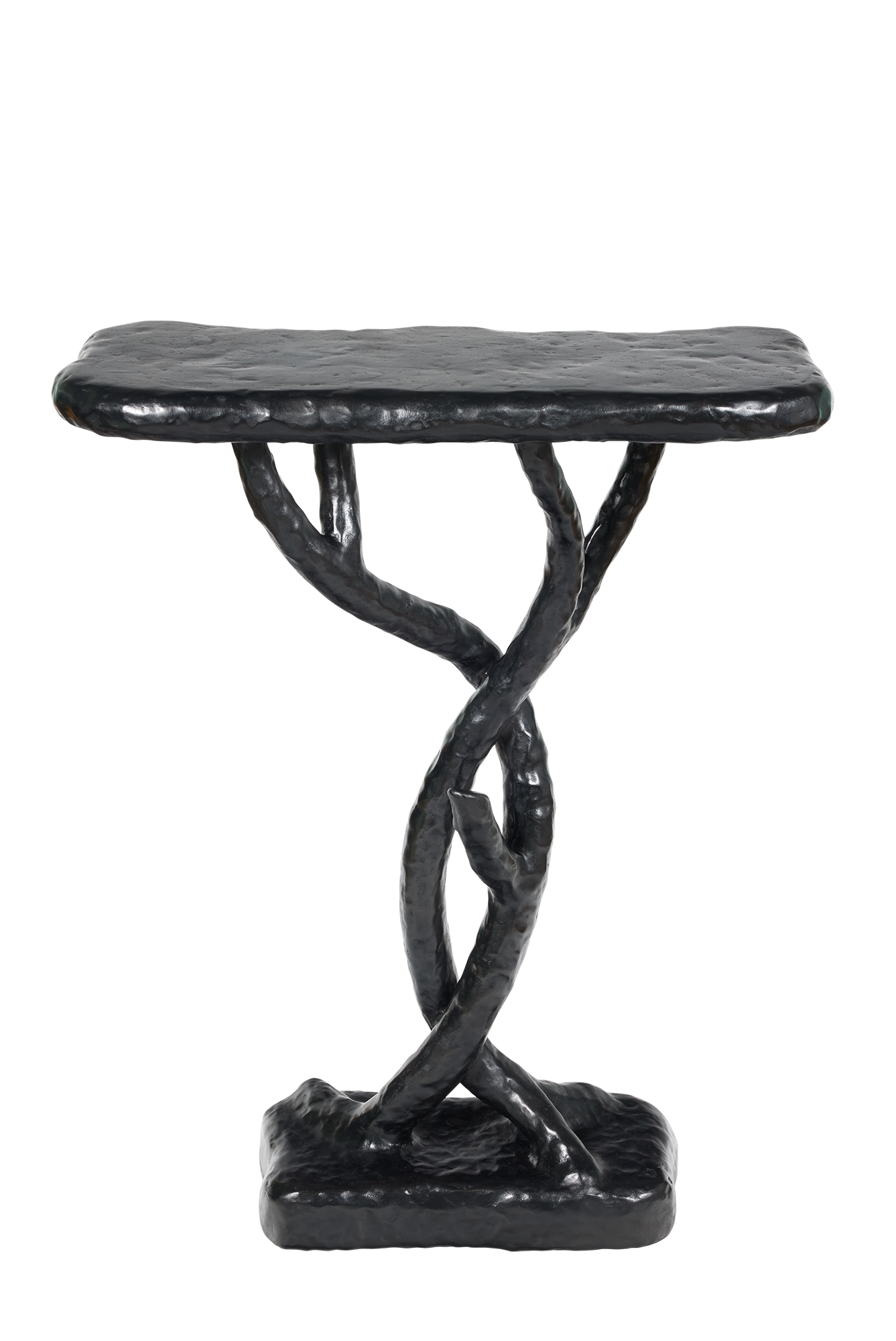
Console Washington Square, Bronze patiné noir, Édition de 12 exemplaires, 2022.

Mattia Bonetti est un designer et photographe suisse né en 1952 à Lugano. Il vit et travaille à Paris.

## Biographie
Après des études artistiques, Mattia Bonetti s’installe à Paris en 1973 où il se tourne vers le dessin textile, puis travaille comme artiste photographe et fabrique de faux décors pour ses photos d’art.
Depuis 1979, il s'associe avec Élisabeth Garouste, constituant le célèbre duo « Garouste & Bonetti », qui introduit dans le design une inspiration poétique et baroque, alliée à une production d'artisanat d'art, définissant ainsi le « style barbare ».
Les deux designers créent de nombreuses collections de meubles et d’objets en pièces uniques ou en séries limitées. Il signe aussi de nombreux intérieurs pour des particuliers et des lieux publics en France et à l’étranger, tout en développant des produits industriels (bouteille Pernod Ricard, logo et charte visuelle de Christian Lacroix, Nina Ricci, Shiseido, etc.).

Plusieurs galeries leur consacrent des expositions : galerie Néotù, galerie En Attendant les Barbares à Paris et Furniture of the 20th Century, à New York. Puis ils exposent au Centre Pompidou, au Witney Museum, à New York, au Musée des Arts Décoratifs de Paris, et au Victoria and Albert Museum, à Londres.
De 2003 à 2004, il est professeur à l'École nationale supérieure des arts décoratifs.
Il se sépare d'Élisabeth Garouste en 2001, après une ultime exposition au Grand-Hornu, en Belgique, et entame une nouvelle carrière. Il expose à la galerie Paul Kasmin (en) (New-York)[source secondaire souhaitée], à la galerie David Gill (Londres)[source secondaire souhaitée] et à la galerie En Attendant les Barbares (Paris)[source secondaire souhaitée].

## Prix et distinctions
- 1991, Prix du designer de l'année, avec Élisabeth Garouste ;
- 2002, Best original design award.

## Réalisations
- Design des rames et de la billettique des deux premières lignes du tramway de Montpellier, avec Élisabeth Garouste pour la première ligne[2] ;
- Réaménagement du chœur de la cathédrale Saint-Étienne de Metz ;
- Scénographie Émile Gallé, au Musée d'Orsay, Paris, 2004.